# Parandraceps
Parandraceps is een kevergeslacht uit de familie van de boktorren (Cerambycidae). De wetenschappelijke naam van het geslacht werd voor het eerst geldig gepubliceerd in 1998 door Giesbert.

## Soorten
Parandraceps is monotypisch en omvat slechts de volgende soort:
- Parandraceps turnbowi Giesbert, 1998